# Northrop F-20 Tigershark
Vous lisez un « bon article » labellisé en 2017.
Pour les articles homonymes, voir F20.
Le Northrop F-20 Tigershark (initialement F-5G) est un chasseur léger, conçu sur une initiative et des fonds privés et construit par Northrop. Son développement commence en 1975, comme évolution supplémentaire du Northrop F-5E Tiger II, recevant un nouveau moteur qui améliore considérablement ses performances, ainsi qu'une avionique moderne comprenant un radar puissant et flexible. Comparé au F-5E, le F-20 est plus rapide, il accroît sa capacité de combat air-air grâce au missile BVR et il possède une gamme complète de modes air-sol capables de tirer la plupart des armes américaines. Avec ces capacités améliorées, le F-20 devient compétitif avec les modèles de chasseurs de l'époque tels que le General Dynamics F-16 Fighting Falcon, mais est beaucoup moins cher à l'achat et à l'emploi.
La majeure partie du développement du F-20 est réalisée sous un projet du département de la Défense des États-Unis nommé « FX ». Le but du programme est de développer les avions de chasse qui doivent être capables de combattre les derniers avions soviétiques, mais sans utiliser les technologies sensibles de première ligne utilisées par l'United States Air Force ; le FX doit être vendu à l'étranger sans risquer que les progrès techniques significatifs tombent entre les mains des Soviétiques. C'est un produit des politiques militaires d'export de l'administration Carter. Northrop fonde de grands espoirs pour le marché international ; cependant, les changements politiques à la suite de l'élection de Ronald Reagan amènent le F-20 à devoir rivaliser pour les ventes face à des appareils comme le F-16, le dernier projet d'avion de chasse de l'USAF. Le programme de développement est abandonné en 1986, après que trois prototypes ont été construits et un quatrième partiellement achevé.

## Développement

### F-5E
Quand l'administration Kennedy entre en fonction en 1961, le département de la Défense des États-Unis (DoD) est chargé de rechercher un avion de chasse peu coûteux que les États-Unis pourraient proposer à leurs alliés via le Mutual Defense Assistance Act. Un certain nombre de projets sont étudiés, dont des versions allégées du Lockheed F-104 Starfighter et du Vought F-8 Crusader, ainsi que le tout récent Northrop N-165F. Le 23 avril 1962, l'United States Air Force (USAF) informe le secrétaire de la Défense que le N-156F est sélectionné, sous la désignation F-5, et a reçu le nom de « Freedom Fighter ». 847 F-5 doivent être produits.
Comme le MiG-21 devient plus répandu, l'USAF lance le programme International Fighter Aircraft (IFA, avion de chasse international) pour fournir un équivalent aux alliés. L'USAF souhaite un chasseur léger avec des performances compétitives avec le MiG, peu cher lorsqu'il est acheté en grand nombre, et avec des coûts d'exploitation raisonnables pour les éventuels pays clients. Bien que de nombreuses entreprises entament des projets, Northrop avec son F-5 déjà existant a une position de leader. La société propose une modernisation, le F-5E Tiger II, avec le radar AN/APQ-153 et d'autres changements pour permettre au missile AIM-9 Sidewinder d'être tiré depuis des rails en bout d'aile. Le 20 novembre 1970, le projet de Northrop est déclaré vainqueur du concours IFA. Northrop produit des F-5E/F Tiger II à cette époque, production qui cesse en 1986 après avoir fabriqué 1 399 appareils.

### F-5G et limitations à l'export
À la fin des années 1970, la Force aérienne de la république de Chine (Taïwan) commence à s'intéresser à un avion de chasse capable d'égaler ceux de la force aérienne de la république populaire de Chine. En particulier, elle veut une plateforme de lancement de missiles à moyenne portée AIM-7 Sparrow. À cette époque, les États-Unis sont en train d'ouvrir des relations avec la république populaire de Chine, après la célèbre visite du président Nixon en 1972. La Chine considère le support américain de Taïwan comme opposé à ses intérêts et le département d'État des États-Unis veut avancer avec prudence. Il bloque l'exportation de tous les appareils adaptés aux missiles AIM-7, de même que les premiers modèles du McDonnell Douglas F-4 Phantom II. Le département d'État suggère d'utiliser l'IAI Kfir à la place, mais il est rejeté. Taïwan est alors en train de produire le F-5E sous licence, ce qui fait que le département de la Défense demande à Northrop d'étudier l'ajout d'un radar pour l'AIM-7 au Tiger II comme alternative. Ce travail devient le premier de plusieurs études de F-5G.
Au printemps 1977, l'administration Carter annonce une nouvelle politique d'exportation militaire qui limite les ventes des modèles de première ligne aux pays de l'Organisation du traité de l'Atlantique nord (OTAN), avec l'Australie et le Japon. Carter déclare à ce moment que les États-Unis ne peuvent pas être « à la fois champion du monde de la paix et le premier fournisseur mondial d'armes de guerre ». Précédemment, il n'y avait pas de politique cohérente, ce qui alimentait les préoccupations que les dernières technologies américaines pourraient tomber rapidement entre les mains des Soviétiques.
Plusieurs exceptions sont faites ; Israël et l'Égypte pourraient acheter les modèles améliorés selon les accords de Camp David, Israël peut également acheter des McDonnell Douglas F-15 Eagle, une composante clef dans la technologie de défense aérienne des États-Unis. La réception par l'Iran de Grumman F-14 Tomcat met en lumière le problème avec les exportations de technologies avancées en 1979, quand des rapports font état de la vente d'un missile AIM-54 Phoenix aux Soviétiques par l'Iran. La commande de F-16 de la Corée du Sud est initialement bloquée, conformément à cette politique, mais est permise par la suite, dans le contexte des relations renforcées. Malgré les exceptions, la politique d'exportation est mise en œuvre, visant de nombreux clients actuels et potentiels. Bien que le F-5G soit une amélioration relativement modeste du F-5E, il semble être en position de force pour les ventes, compte tenu des restrictions imposées sur les modèles rivaux, mais le président Carter bloque les ventes du F-5G à Taïwan,.

### Programme FX
En 1979, des problèmes avec la politique d'export font leur apparition. Les Soviétiques continuent à vendre de nouveaux modèles d'avions à leurs clients, ce qui met les alliés des États-Unis en situation de faiblesse. À la suite du refus des États-Unis, les pays se tournent vers d'autres vendeurs pour des avions de chasse modernes, par exemple le Dassault Mirage 2000 français. Barry N. Blechman, directeur adjoint de l'Arms Control and Disarmament Agency (en), atteste que les réductions américaines des ventes d'armes à l'étranger ont réellement encouragé les autres pays à se tourner vers d'autres fournisseurs et augmenté les ventes d'armes. Au moment de la vente, il y a une pression considérable pour fournir un avion convenable pour Taïwan.
Le département d'État soutient que les États-Unis ont besoin d'un modèle d'avion moderne, comme ce que le F-5E était dans les années 1960 et 1970. À la lumière des préoccupations de Carter, il suggère qu'un nouvel avion soit conçu pour ce rôle, basé sur de la technologie qui ne pourrait pas constituer de menace pour les États-Unis. En janvier 1980, après de longues études, le président Carter autorise le développement d'un nouveau chasseur destiné à l'export : le FX. Le FX doit surclasser le F-5E ; cependant, il ne peut pas utiliser de systèmes d'avionique perfectionnés. Contrairement aux programmes Mutuel Defense Assistance Act qui mènent au F-5E, le FX doit être entièrement financé de manière privée. De plus, les sociétés ne peuvent pas mettre l'avion directement sur le marché ; toutes les ventes doivent être gérées par le secrétaire de la Défense.
Northrop et General Dynamics (GD) répondent aux exigences du FX. Le F-16/79 de General Dynamics est une version dérivée du F-16A, avec un turboréacteur General Electric J79 à la place du Pratt & Whitney F100 et une avionique moins avancée ; Northrop répond avec le F-5G.

### Le FX trébuche et le F-20 émerge
Lorsque Ronald Reagan accède au pouvoir en 1981, les restrictions à l'export mises en place par l'administration Carter sont peu à peu assouplies. Au début, le programme FX se poursuit normalement, mais un certain nombre de faits vont faire perdre de la valeur au programme et limiter les ventes potentielles de F-5G. La signature du troisième des Three Joint Communiqués (en) entre les États-Unis et la république populaire de Chine, en 1982, est un accord majeur sur les ventes d'armes, qui continue à bloquer les ventes de F-5G à Taïwan. À ce moment, les Taïwanais lancent leur projet de chasseur léger, l'AIDC F-CK-1 Ching-Kuo. En signant le communiqué, les États-Unis signalent que Taïwan ne veut pas recevoir d'avion moderne ; en tant que tel, le Ching-Kuo devient le principal objectif de Taïwan. À ce titre, les ventes de F-5G restent potentiellement non établies.
En été 1982, le secrétaire adjoint de la Défense Frank Carlucci envoie un memorandum à l'Air Force et la Navy, les encourageant à rechercher de nouveaux clients pour le FX. Cependant, quatre mois plus tard, Carlucci envoie un mémo classé secret aux mêmes services pour qu'ils abandonnent le FX et donne le feu vert pour l'exportation de chasseurs de première ligne à l'étranger. En décembre, Carlucci, poussé par la Maison-Blanche, change de nouveau de position et impose à l'Air Force de trouver un petit nombre de F-20 avec le budget de l'année fiscale 1984.
L'avenir du programme FX est alors incertain. À la suite d'un accord pour vendre des F-16 au Pakistan, Northrop estime que le F-5G doit égaler les performances du F-16 par l'amélioration de son avionique et de son moteur. Northop voit que le F-5G est encore considéré comme le « chasseur FX », une option bon marché pour les forces aériennes de second rang. Pour lutter contre cette perception, Northrop sollicite l'attribution de la désignation « F-20 » ; l'USAF approuve, fin 1982, et l'avion reçoit le nom de Tigershark en mars 1983,.

## Descriptif technique

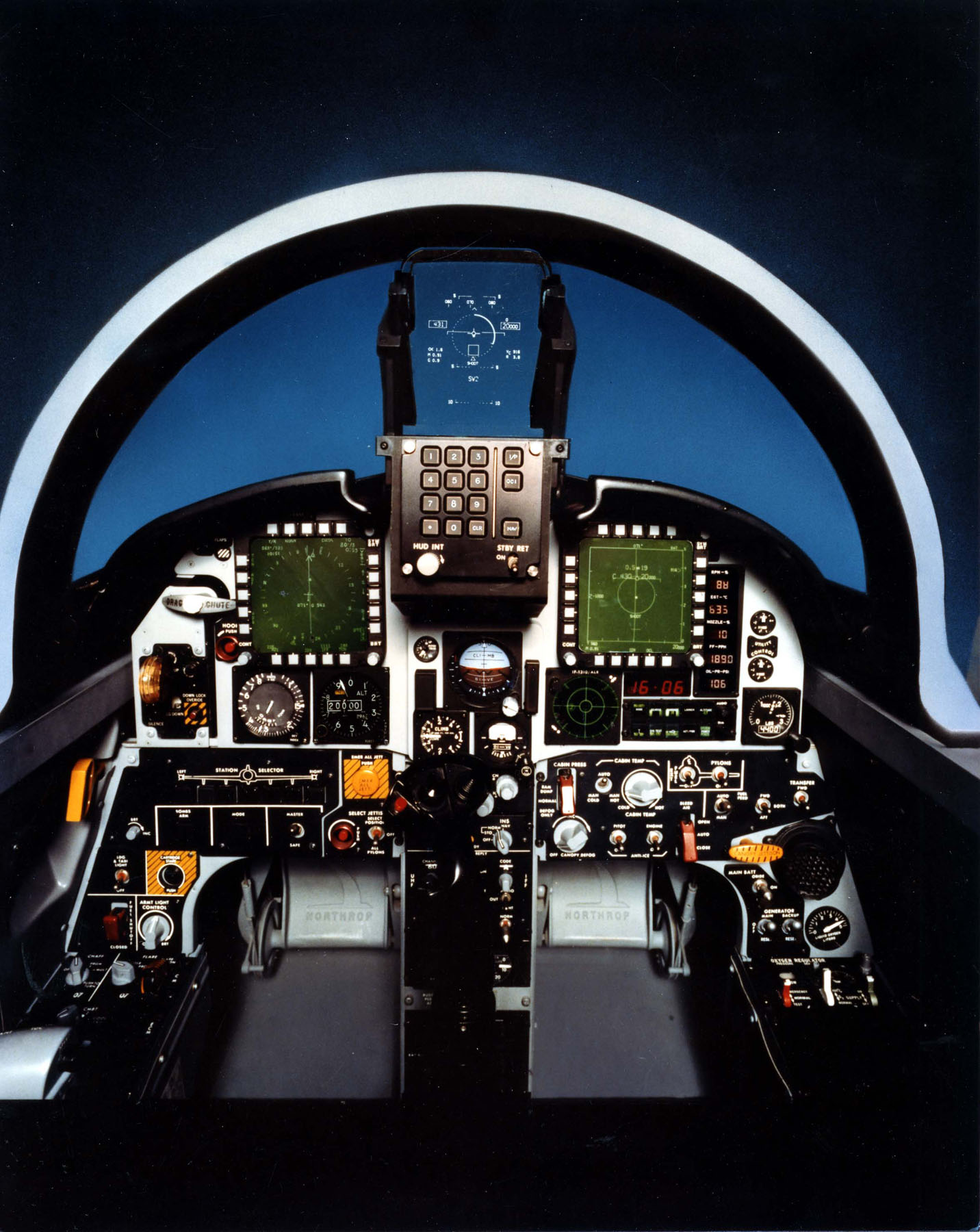
Une maquette du prototype du cockpit, avec deux affichages multi-fonctions et un affichage tête haute.

Le principal changement de conception entre le F-5E et le F-5G est l'utilisation d'un seul moteur General Electric F404, qui est initialement conçu pour le F/A-18 Hornet. Le nouveau moteur fournit 60 % de poussée en plus que les deux General Electric J85 jumelés du F-5E, ce qui permet au rapport poussée sur masse de passer de 1 à 1,13. Le nouveau moteur permet une vitesse supérieure à Mach 2, un plafond de 16 800 m (55 000 pi), une vitesse ascensionnelle de 16 100 m/min (52 800 pi/min), et un temps de montée à 12 192 m (40 000 pi) qui passe de 2,2 min à 1,1 min.
Le profil d'aile reste le même que sur le F-5E, mais reçoit des extensions du bord d'attaque (leading edge extensions, LEX), ce qui accroît le coefficient de portance maximal d'environ 12 %, avec une augmentation de la surface alaire de seulement 1,6 %. L'appareil initial étant relativement atone en tangage, l'empennage horizontal voit sa surface augmentée de 30 % et un nouveau système de commandes de vol électriques à deux canaux est ajouté. L'avion est déstabilisé en tangage et les extensions de bord d'attaque sont modifiées, ce qui améliore le taux de virage de 7 % en le portant à 20° par seconde. À une vitesse de Mach 0,8 (930 km/h) et une altitude de 4 572 m (15 000 pi), la taux de virage passe à 11.5° par seconde, qui est comparable à celui du F-16, de 12.8° par seconde. Les taux de virage en vitesse supersonique sont 47 % plus élevés que ceux du F-5E.
Le F-20 doit également utiliser plus de matériaux composites dans sa construction. Pendant son développement, plusieurs zones de surface métalliques sont revues pour être désormais faites en fibre de verre, et de nombreuses améliorations des pièces mécaniques sont réalisées.
L'avionique du F-20 est entièrement nouvelle et considérablement améliorée par rapport aux modèles précédents. Le radar multi-mode General Electric AN/APG-67 (en) est le cœur de l'ensemble des capteurs, offrant une gamme de modes air-air et air-sol. La durée entre la mise sous-tension et la mise en fonctionnement est considérablement réduite, passant à environ 22 secondes ; Northrop vante que l'avion a une durée de mise en fonctionnement plus courte que les autres avions contemporains. Le cockpit du F-5 est retravaillé avec un grand affichage tête haute et deux écrans d'affichage multi-fonctions placés haut sur le tableau de bord ; l'ajout d'un système de contrôle de mains sur manche et manette (HOTAS, Hand on Throttle And Stick). Le gros de l'avionique promet d'avoir une meilleure fiabilité que les appareils concurrents alors en service.

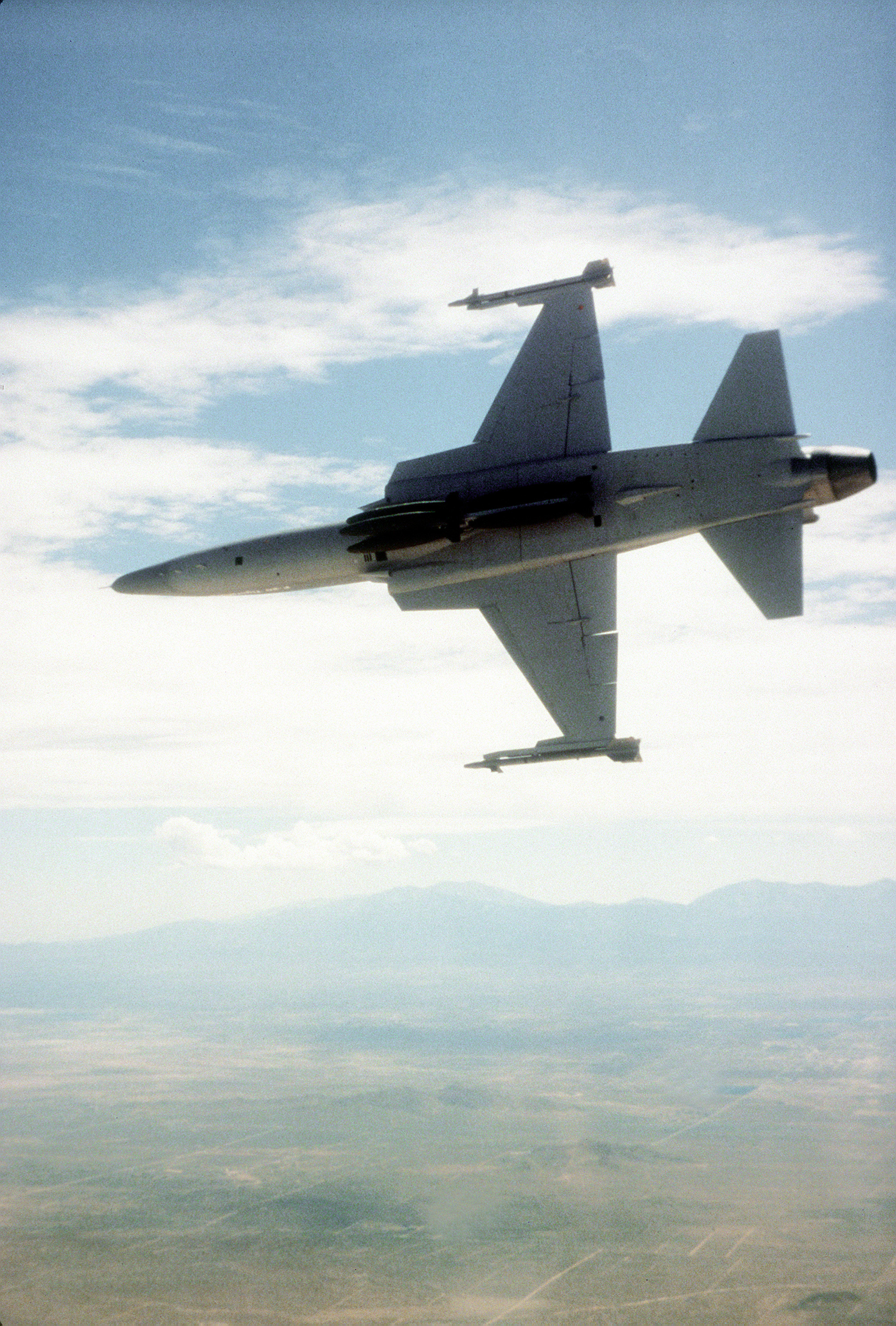
Un F-20 en démonstration emportant deux missiles AIM-9 et six bombes sous le fuselage.

Le F-20 doit être capable d'utiliser la plupart des armes courantes de l'arsenal américain, dont toute la gamme de bombes à fragmentation Mark 80, le missile air-sol AGM-65 Maverick et les missiles air-air AIM-9 Sidewinder et AIM-7 Sparrow. Comme les F-5 précédents, les F-20 d'essai sont équipés de deux canons à barillet canons M39 (en) de calibre 20 mm placés dans le nez. Les F-20 de production doivent recevoir deux canons Ford Aerospace Tigerclaw à la place des M39 ; bien que le Tigerclaw soit basé sur le M39, il est plus léger et a une meilleure cadence de tir que le M39A2.
Le F-20 rencontre cependant plusieurs problèmes inhérents à sa petite taille. L'aile basse limite la garde au sol et la position du train d'atterrissage implique que les charges doivent être positionnées vers les extrémités des ailes. Ceci limite la masse des points d'ancrage à 454 kg (1 000 lbs). Un unique point d'ancrage sous le fuselage peut emporter plus, une bombe Mark 84 de 908 kg (2 000 lbs) ou plus de cinq bombes Mark 82 de 227 kg (500 lbs). De plus, bien que le profil de voilure augmente la portance à de plus grands angles d'attaque pendant les manœuvres, il n'accroît pas la portance à des angles d'attaques normaux. Cela ne présente pas de problème dans le rôle d'avion de chasse mais réduit considérablement sa capacité d'emport par rapport à son rayon d'action comparé à des avions similaires tels que le F-16.
Proposé comme option bon marché, le F-20 est significativement plus cher que le F-5E, mais moins cher que des modèles comme le F-15 Eagle, à 30 millions de dollars, ou le F-16 Fighting Falcon, à 15 millions de dollars. Le F-20 est initialement destiné à consommer 53 % de carburant en moins, nécessiter seulement 52 % de main-d'œuvre pour la maintenance, avoir des coûts d'exploitation et de maintenance 63 % moins élevés et quatre fois la fiabilité de la plupart des modèles de première ligne de l'époque. Le F-20 offre également la capacité de tirer le missile AIM-7 Sparrow au-delà de la portée visuelle, une aptitude qui manque au F-16 à l'époque et qu'il n'obtient qu'à partir de la version Block 15 ADF, en février 1989.

## Histoire opérationnelle

### Essais

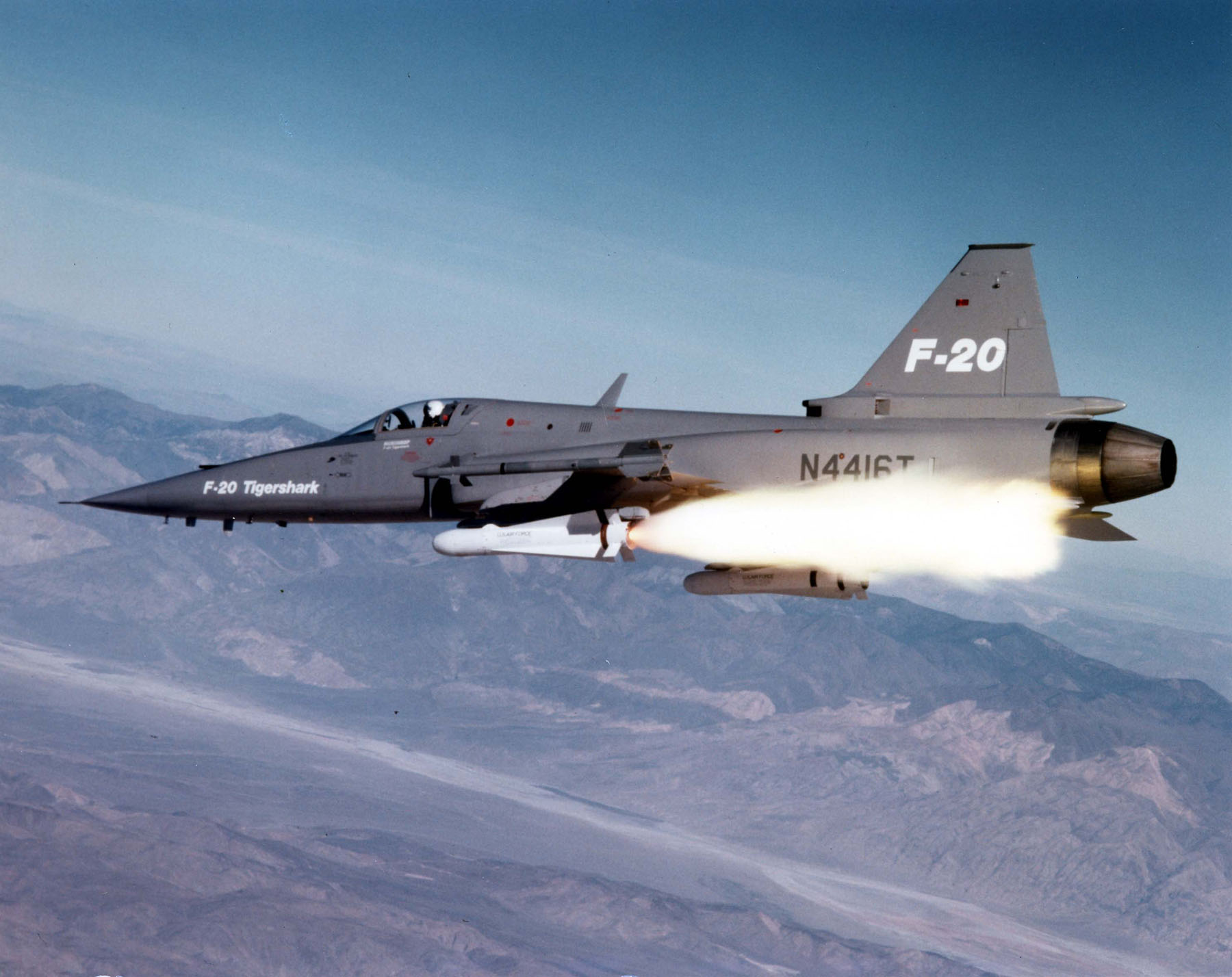
Un F-20 lançant un missile AGM-65 Maverick.

Le 30 août 1982, le F-5G initial (numéro d'identification 82-0062, no  de série GG1001, immatriculé N4416T), dont seul le moteur est changé, réalise son premier vol, piloté par Russ Scott. Pendant les quarante minutes que dure le vol, le prototype monte à 12 000 m (40 000 pi) et atteint Mach 1,04 (1 090 km/h). Le GG1001 montre une fiabilité remarquable ; jusqu'à la fin du mois d'avril 1983, 240 vols sont réalisés, dont des vols d'évaluation avec dix pays clients potentiels. Le deuxième prototype (no  d'identification 82-0063, immatriculé N3986B, no  de série GI1001), équipé du système complet d'avionique, effectue son premier vol le 26 août 1983. Le F-20 réalisera un total de 1 500 vols avant d'être abandonné, bien qu'il ait toujours volé dans des conditions idéales.
Au cours du programme d'essai, le F-20 tire le missile AIM-9 Sidewinder et, en février 1985, l'AIM-7 Sparrow. Pendant les essais air-sol, il tire l'AGM-65 Maverick, des roquettes FFAR de 70 mm (2,75 po) à empennage repliable, largue des bombes Mark 82 et tire des obus depuis une nacelle de tir (GPU-5/A, quatre corps GAU-13/A) de 30 mm (1,18 po) en plus de deux canons M39 internes de 20 mm (0,79 po). L'une des caractéristiques de vol du F-20 est sa capacité à voler à seulement 124 km/h avec un angle d'attaque de 35°, tandis que le F-16 est limité à un angle de 30° ; l'accélération de Mach 0,9 à Mach 1,2 prend 29 secondes (à 9 150 m) ; la montée à 12 200 m (40 000 pi) prend 2 min 20 s, dont 55 secondes pour le lancement et 22 pour la mise en marche du système de navigation inertielle.

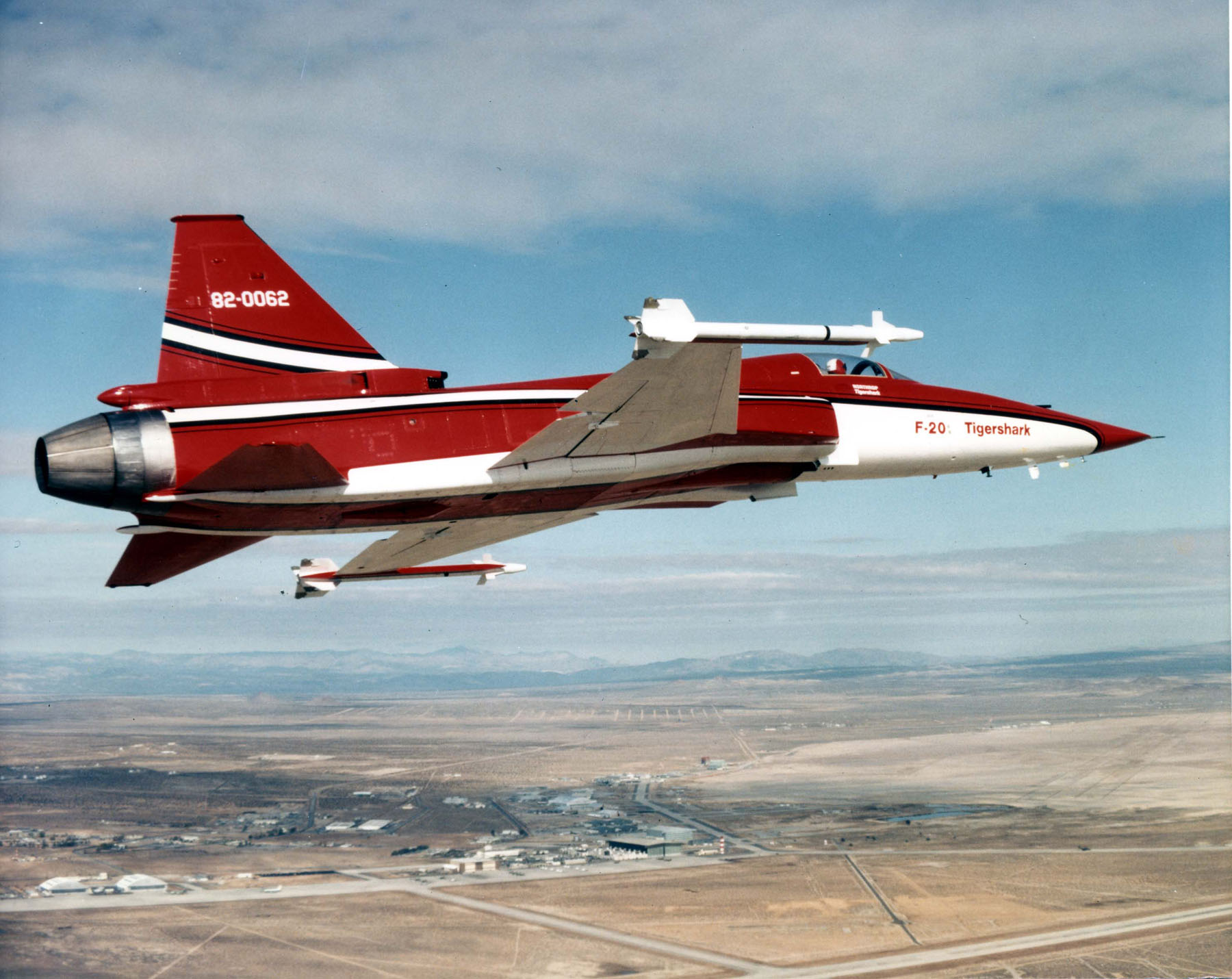
Le premier F-20, sous les couleurs de Northrop.

Northrop signe un protocole d'accord avec l'Air Force en mai 1983 qui rend l'Air Force responsable de la certification des performances, de la navigabilité du F-20, ainsi que du prix du programme. Chuck Yeager, légende de l'aérospatiale, employé comme porte-parole par Northrop, vante l'avion comme « magnifique » et est sélectionné pour la publicité,.
En novembre 1982, Bahreïn devient le premier client. La Corée du Sud étudie une production locale du F-20 et, en soutien, des améliorations sont mises en œuvre. Elles comprennent des perfectionnements de l'avionique, un réservoir de carburant agrandi et l'utilisation de matériaux composites à base de fibre de verre. Les modifications sont tellement importantes qu'un quatrième prototype est construit pour les tester. En 1983, Northrop est impliqué dans des négociations simultanées pour le F-20 et ses perspectives se montrent positives.
Le 10 octobre 1984, le GG1001 s'écrase en Corée du Sud au cours d'un vol de démonstration, tuant le pilote de Northrop Darell Cornell. Une enquête fait état de défauts mécaniques ou de conception sur le F-20 ; elle conclut que Cornell s'est évanoui à cause d'une accélération excessive. Le GI1001 s'écrase en mai 1985 à Goose Bay, dans le Labrador (Canada), tuant son pilote Dave Barnes. De nouveau, l'accident est attribué à un voile noir ; Barnes effectuait alors sa routine de voltige pour le salon du Bourget.

### Batailles pour les ventes
En décembre 1981, le président Reagan, en réaction à l'invasion soviétique en Afghanistan, signe un programme d'aide économique et militaire pour le Pakistan qui comprend 40 F-16A. L'offre est conforme à la politique américaine à l'égard de l'Union soviétique et à l'idée d'« endiguement » dans un cercle de pays alliés aux États-Unis. L'invasion soviétique de l'Afghanistan est initialement vue comme une tentative pour s'échapper du système d'endiguement, ainsi les États-Unis placent une priorité sur la construction rapide d'une nouvelle couche de défense. Cependant, les autres alliés des États-Unis voient cela comme une interruption potentielle de la politique FX, et commencent à demander seulement « le meilleur »,.
Cette approbation est de plus en plus accordée à partir de 1982. En mai, le Venezuela, qui a longtemps examiné le projet FX, accepte d'acheter dix-huit F-16A et six F-16B pour remplacer sa flotte d'intercepteurs Mirage III et avions d'attaque au sol Mirage 5. La Suède décide de développer son modèle, le JAS 39 Gripen. En septembre 1983, la Turquie annonce son projet d'achat de 132 F-16C et 28 F-16D pour remplacer ses Lockheed F-104G/S Starfighter et Northrop F-5A/B. La Grèce, piquée par son rival de longue date qui reçoit le F-16, achète 34 F-16C et 6 F-16D en novembre 1984, après avoir signé un engagement ferme promettant de conserver un contrôle strict sur les technologies secrètes de cet avion.
Ensuite, fin 1983, le gouvernement américain s'engage financièrement pour aider Israël à développer son nouveau chasseur, le Lavi. Northrop s'y oppose, étant donné que le Lavi peut devenir un concurrent potentiel du F-20 sur le marché de l'export ; alors que Northrop a financé le F-5G à titre privé, le gouvernement subventionne le concurrent étranger. Le support du Congrès pour Israël rejette les plaintes de Northrop, tout comme les plaintes des autres branches du gouvernement. Tandis que d'autres sociétés vendent directement aux forces aériennes étrangères, dans le cadre du programme FX, le F-5G ne peut être vendu que par le département d'État. Sous ce parapluie politique, Northrop doit soumettre chaque pièce du matériel à commercialiser à l'examen du gouvernement, ce qui peut prendre des mois. Le département d'État n'a pas d'intérêt dans la vente du FX -de son point de vue c'est un avion parmi d'autres-  le conduisant à une approche nonchalante et à des plaintes de Norhtrop, qui accuse le gouvernement de ne pas avoir fait suffisamment de publicité pour le F-20.

### Enquête du Congrès et complicité de l'Air Force
À partir de mars 1984, le Congrès préside une série d'audiences sur le FX. William Schneider, Jr., le sous-secrétaire d'État pour l'aide à la sécurité, la science et la technologie, atteste que la politique du FX ne peut conduire à aucune vente, malgré le soutien de gouvernements. Il fait état du fait que la vente d'armes comme le FX est surtout une question de politique étrangère, plus qu'un projet commercial. Thomas V. Jones, le chef de la direction de Northrop, soutient qu'il y a peu d'intérêt à développer indépendamment des avions si les entreprises dépendent du gouvernement pour les vendre. Il suggère que l'idée du FX peut être abandonnée, et le F-20 autorisé à la vente par le fournisseur. De plus, le brigadier général Thomas Baker, le directeur des programmes internationaux de l'USAF, atteste que l'Air Force ne commercialisait pas activement le FX. Il observe que sur quatre ans, les États-Unis ont vendu 100 chasseurs à 29 pays, mais aucun FX. Il compare également les exports d'avions de la France, montrant qu'un marché pour les chasseurs à bas coût existe. Dans les conclusions de la commission, le département d'État et le département de la Défense sont accusés de rhétorique et de manque de support sur le FX.
En avril 1984, après les audiences du Congrès, l'USAF a pour mission de promouvoir activement le FX. Plusieurs clients potentiels sont informés au cours des mois de mai et juin 1984 sur les performances et les coûts du F-20 et du F-16/79. L'Air Force publie un compte-rendu interne sur le FX fin juin 1984. Le F-20 est décrit comme ayant des performances remarquables contre les menaces viables ; il est vu comme un candidat pour satisfaire aux exigences de l'Air Force. Le compte-rendu spécifie que le F-20 a été financé par le constructeur, pour un total de 750 millions de dollars, à comparer aux 60 millions du F-16/79. Cependant, le compte-rendu conclut qu'il y a peu ou pas de marché pour vendre le F-20. L'USAF a un certain intérêt à encourager les ventes de F-16 ; les gros chiffres de production peuvent diminuer le coût unitaire. Greeg Easterbrook note que le F-20 peut avoir montré l'Air Force sous un mauvais jour, car il s'agit d'un avion développé de manière indépendante et des auteurs comme Donald Patillo partagent cette conclusion. En comparaison, le F-16 est fortement associé à la hiérarchie de l'USAF, plus particulièrement à un groupe d'officiers connu comme la « mafia de la chasse » (« fighter mafia »). En mars 1985, le Comité des chefs d'États-majors interarmées et le secrétaire d'État reconsidèrent leur politique. Malgré quelques voix en faveur du soutien de Northrop, le FX est abandonné.

### Rôles d'agresseur et dans l'ANG

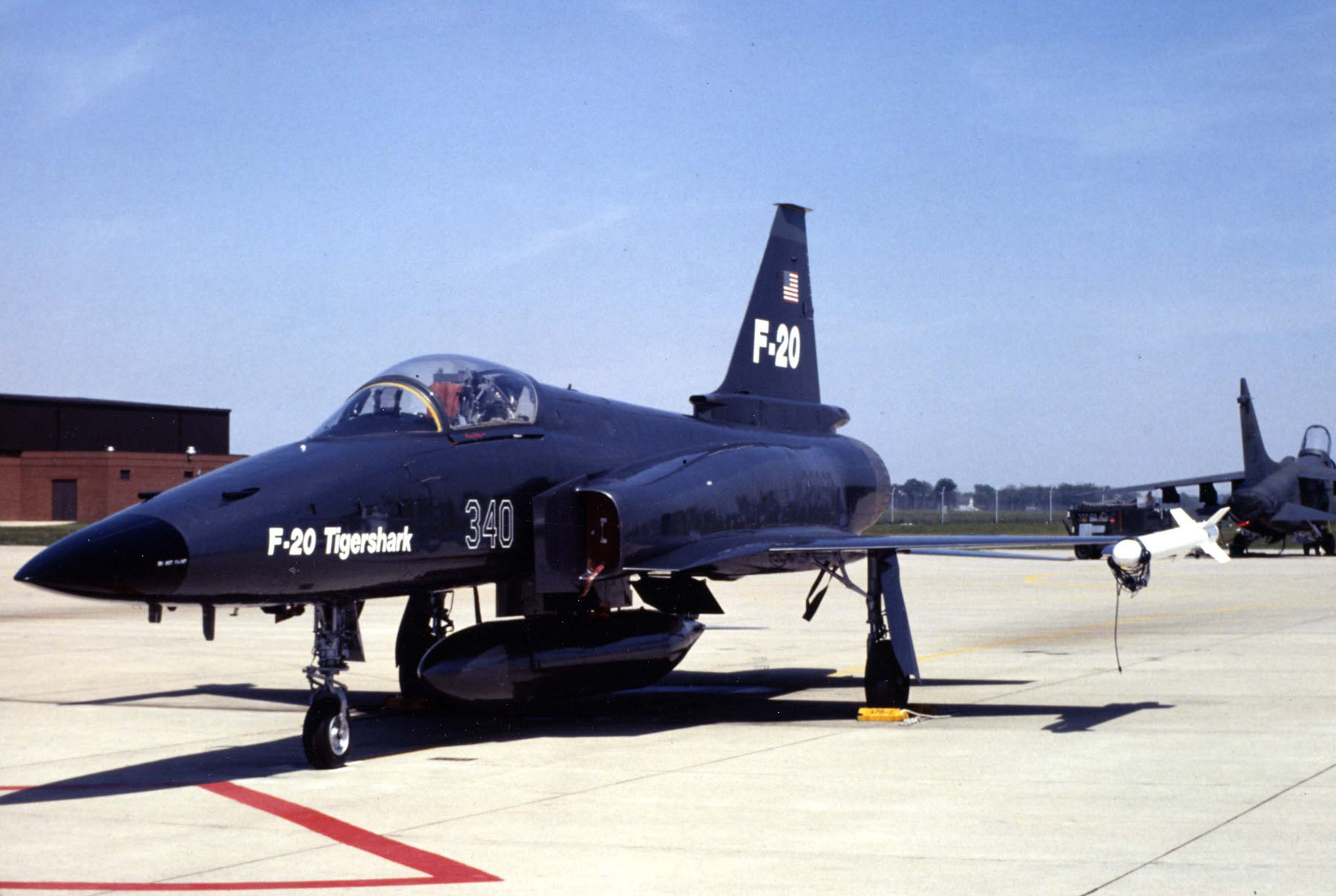
Le F-20 GI.1001 participe au Salon du Bourget avec le numéro d'identification « 340 ».

Une possibilité d'achat par les États-Unis s'ouvre en 1984, qui concerne un petit nombre d'« avions agresseurs » (agressors) pour des formations au combat aérien asymétrique. Ce mode d'entraînement est introduit par l'United States Navy dans son école Top Gun et utilise le F-5 pour simuler le MiG-21. En novembre 1984, le Congrès demande à la Navy et à l'Air Force d'étudier l'utilisation d'un seul type d'avion pour remplir le rôle d'agresseur pour les différents services. En janvier 1985, la Navy annonce avoir sélectionné une version du F-16 spécialement configurée. Il est dit que l'avion est vendu à perte pour garder le F-20 de Northrop hors du marché,.

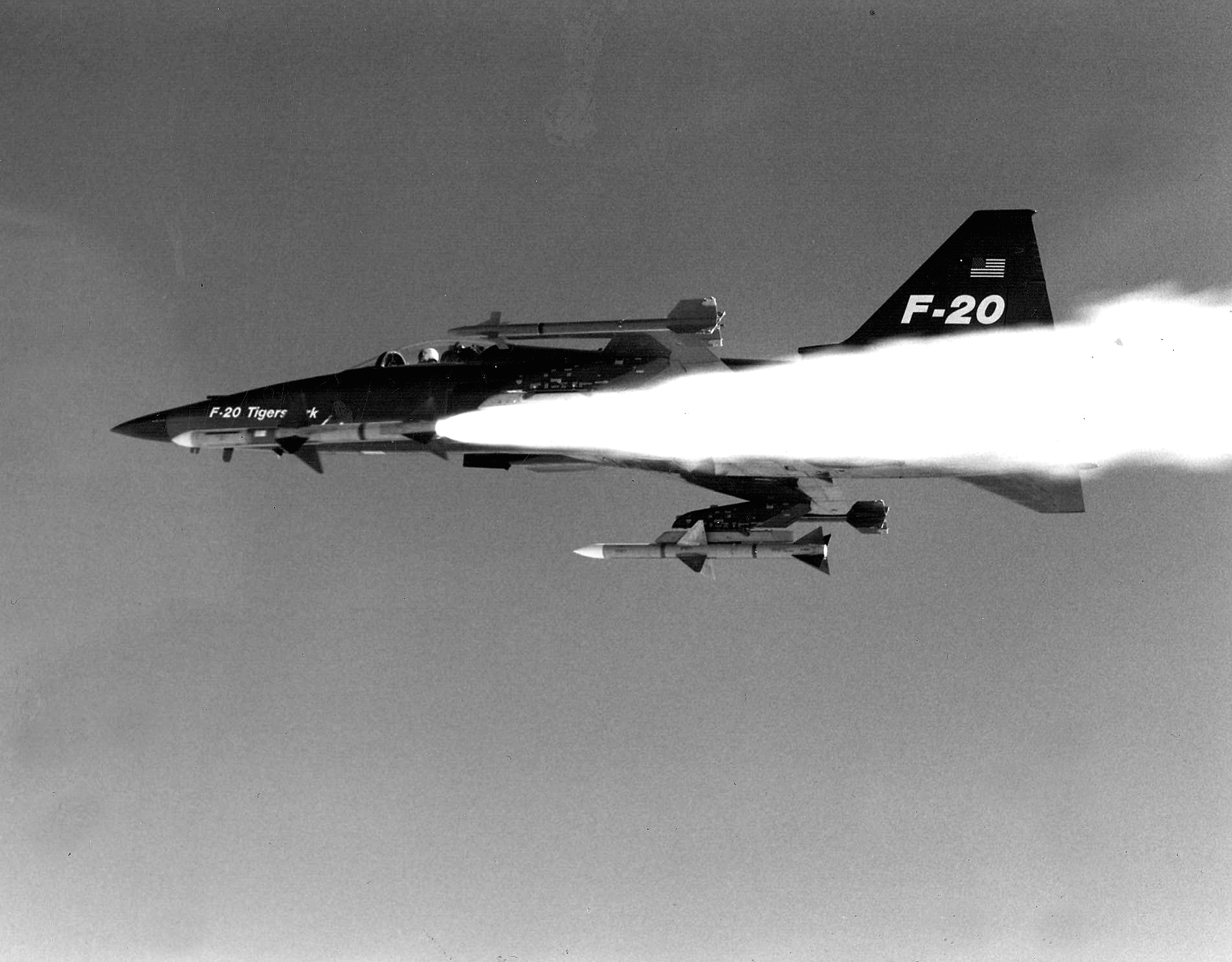
Un F-20 tirant un AIM-7F le 27 février 1985 à Naval Air Weapons Station China Lake.

Une autre chance pour le F-20 consiste en une amélioration pour la garde nationale aérienne (Air National Guard, ANG). Northrop déclare que la rapidité de déploiement du F-20 le rend naturellement adapté pour ce rôle ; son coût, plus faible, permet à l'ANG d'utiliser un plus grand nombre d'avions ; de plus, le F-20 peut utiliser le missile AIM-7, ce que le F-16 ne peut alors pas faire. Par ailleurs, l'ANG ne souhaite pas entrer en concurrence avec l'Air Force en ce qui concerne les quotas de production et voudrait pouvoir remplacer ses avions plus rapidement. Toutefois, les exigences de l'Air Force ont la priorité, ce qui favorise le F-16 pour ce rôle ; si l'ANG utilise des F-16, leur coût unitaire diminue. L'ANG et l'USAF utiliseront alors les mêmes avions et les unités les mieux équipées de l'ANG pourront réaliser des missions de combat sur le front. Le bureau du budget du Congrès doute également des coûts plus faibles annoncés par Northrop. Le 31 octobre 1986, l'Air Force annonce son choix pour le F-16C, amélioré pour emporter le missile AIM-7,. Comme plusieurs gouvernements ont soumis l'hypothèse d'achat du F-20 à la condition qu'il soit incorporé dans les unités de l'USAF, le F-20 n'est pas vendu ; ce qui porte un coup dur à Northrop.

### Annulation
À la fin de l'année 1986, après six ans sans trouver d'acheteur, Northrop annule le projet à 1,2 milliard de dollars,. Par crainte de perdre le soutien pour le projet de bombardier furtif Northrop Grumman B-2 Spirit, l'avionneur ne proteste pas sur le favoritisme apparent accordé au F-16. Les négociations avec le gouvernement marocain portant sur l'achat de 20 F-20 pour la force aérienne royale du Maroc sont abandonnées ; la petite commande passée par Bahreïn est annulée. Par la suite, après les tentatives de vendre le F-20 à la Corée du Sud, un scandale portant sur une affaire de corruption éclate, ce qui pousse plusieurs dirigeants de Northrop à démissionner ; parmi eux, le chef de la direction Thomas V. Jones démissionne en 1989,,.
À la fin des années 1980, une production locale du F-20 est débattue avec l'Inde. Un déplacement est également effectué dans les années 1980 pour vendre l'avion, avec une licence de production, à la force aérienne pakistanaise. Il est évalué aux États-Unis, par une délégation pakistanaise ; il est piloté par Abbas Mirza, un pilote de chasse chevronné de l'armée pakistanaise. Parmi les composants du F-20, le radar s'avère être le mieux réussi ; Taïwan le reprend pour son Ching-Kuo, la Corée du Sud l'adapte sur l'avion d'entraînement KAI T-50 Golden Eagle ; le radar est également repris sur le FMA IA-63 Pampa. Toutefois, les perspectives de vente apparaissent tardivement et General Electric décide de vendre sa division radar, qui est finalement acquise par Lockheed Martin.
Steve Pace, auteur de livres sur l'aviation, décrit le F-20 comme « l'un des meilleurs chasseurs qui ne sont jamais entrés en production ». Lors des pourparlers sur l'acquisition par les militaires, Thomas McNaugher déclare que la concurrence entre le F-20 et le F-16 a été utilisée pour faire baisser les prix et ainsi permettre au gouvernement américain de réaliser des « économies massives ». Avant l'annulation du programme, Ralph Nader et William Taylor notent que le F-20 est souvent décrit comme « le premier avion de combat américain de l'histoire récente à être financé par des fonds privés ». En 1986, Mazher A. Hameed écrit que le F-20 s'avère un « choix logique » pour les États du Golfe et l'Arabie saoudite ; cependant, il a « peu de chances d'être sélectionné », pour des raisons politiques mais également en raison de la concurrence représentée par les Mirage 2000 et Panavia Tornado ADV.

## Situation des appareils
Au total, le F-20 est construit à trois exemplaires, dont un seul est aujourd'hui préservé. Le 82-0062 (numéro de série de Northrop GG.1001) s'est écrasé sur la base aérienne de Suwon, en Corée du Sud, le 10 octobre 1984 ; le pilote a été tué. Le 82-0063 (numéro de série GI.1001) s'est écrasé sur la base des Forces canadiennes Goose Bay, au Canada, le 14 mai 1985 ; le pilote a aussi été tué. Le 82-0064 (numéro de série GI.1002) se trouve au California Science Center, au parc des expositions de Los Angeles,.

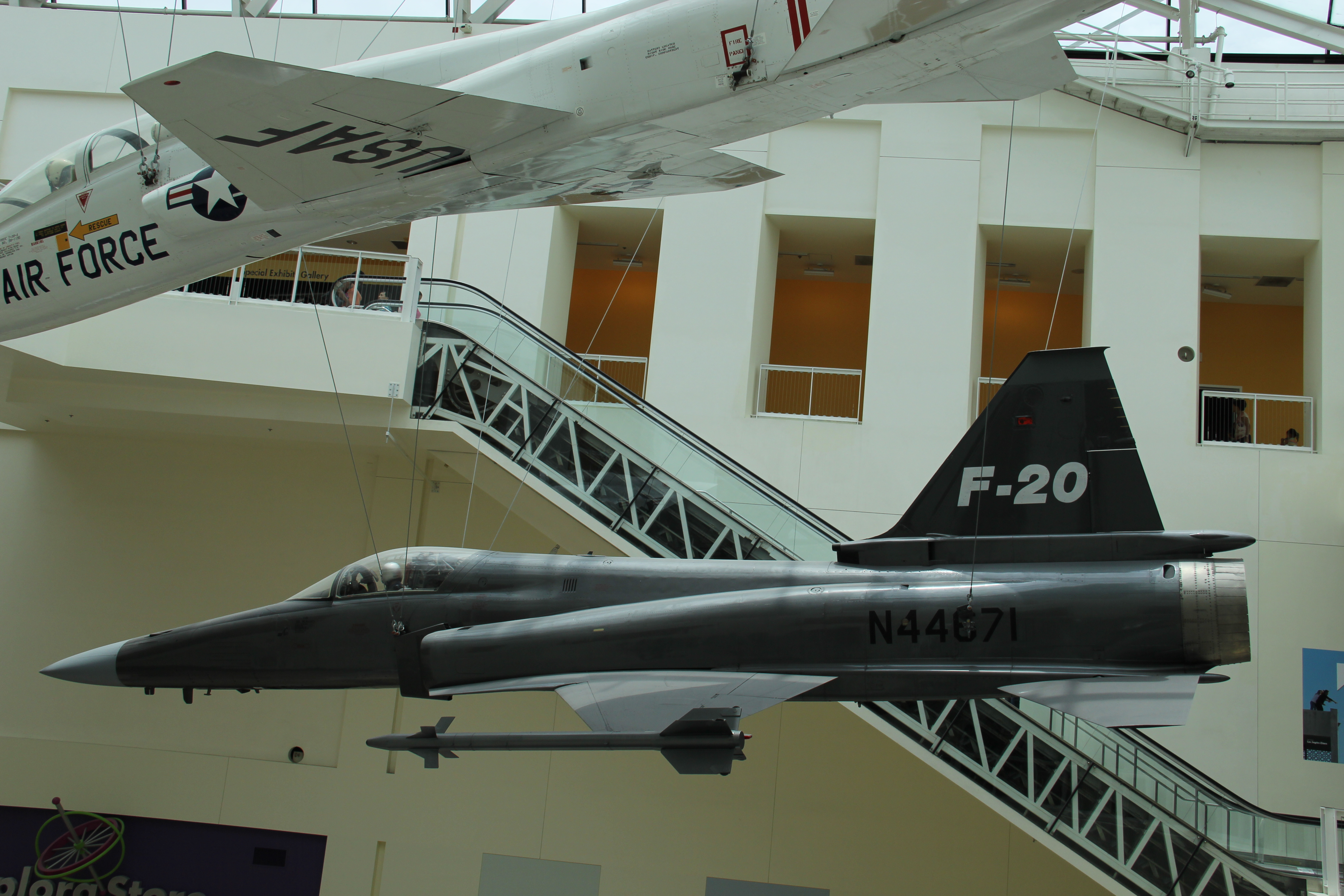
Le troisième F-20 construit, serial 82-0064, est exposé au California Science Center, à Los Angeles.
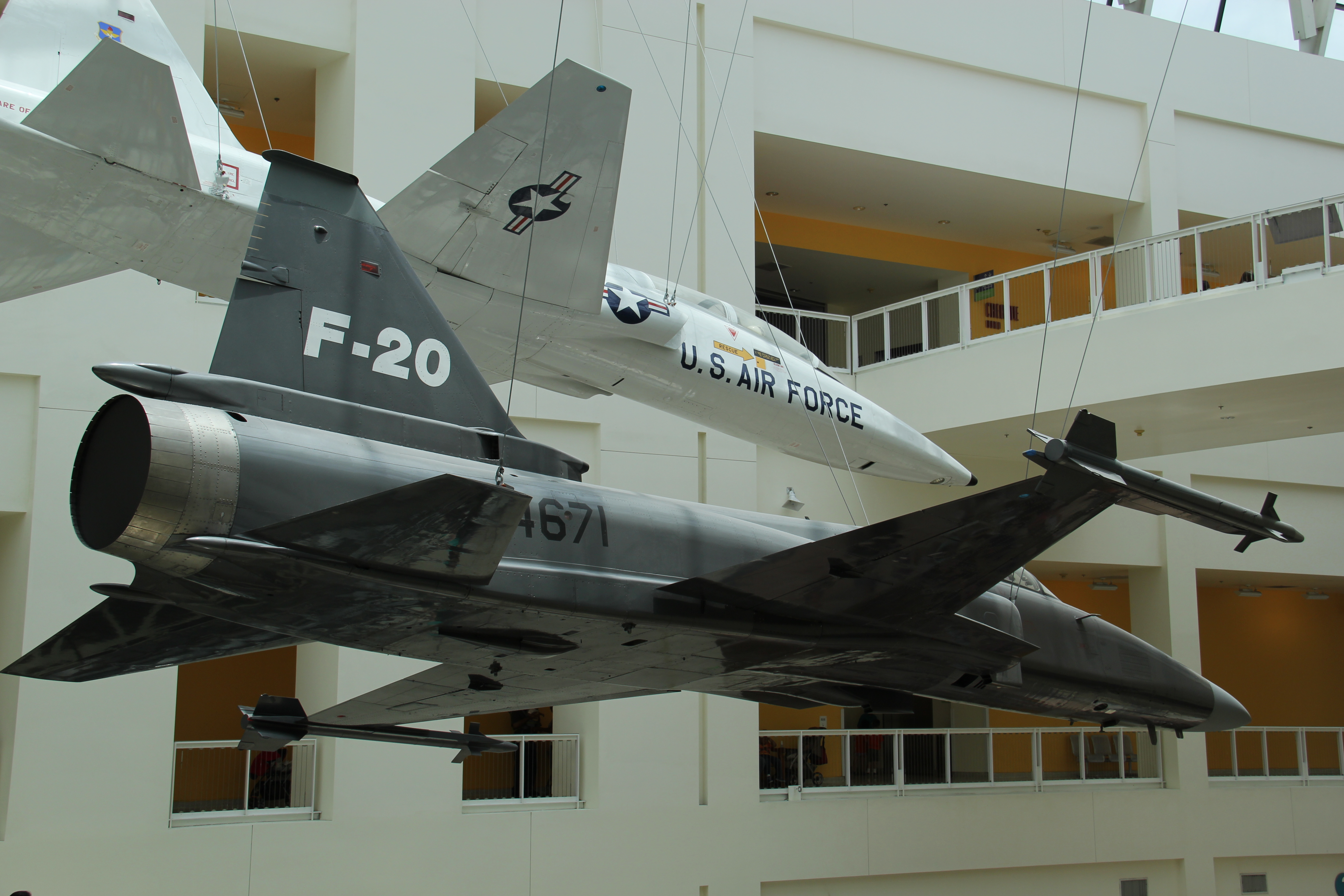
Le même avion, vu sous un autre angle. À noter le T-38 Talon placé au-dessus.